# Hella Hanzlik
Hella Hanzlik (* 14. Jänner 1912 in Czernowitz; † 17. September 2005 in Wien) war eine österreichische Politikerin (SPÖ). Sie war von 1956 bis 1959 sowie von 1966 bis 1973 Mitglied des Bundesrates und von 1962 bis 1966 Abgeordnete zum Nationalrat.

## Leben
Hanzlik besuchte nach der Volksschule die Bürgerschule und eine kaufmännische Abendschule, bevor sie einen einjährigen Lehrkurs der Frauenoberschule besuchte. Sie war beruflich bis 1929 als Angestellte eines Verlages und einer Buchhandlung tätig und arbeitete danach als Korrespondentin und Buchhalterin im Verband der Sozialistischen Arbeiterjugend. Danach war sie bis 1938 Kassierin in einer Fango-Heilanstalt und emigrierte 1938 in die Schweiz und nach Großbritannien, wo sie als Hausgehilfin, Köchin und zuletzt als Sekretärin im Austrian Labour Club arbeitete. 1945 kehrte sie nach Österreich zurück und war zwischen 1945 und 1946 bei der Arbeiterkammer Wien tätig. Sie war von 1946 bis 1948 Angestellte des Parlamentsklubs der SPÖ und übernahm von 1948 bis 1972 die Funktion der Landesfrauensekretärin der SPÖ Wien.
Hanzlik war zwischen 1946 und 1950 als Bezirksrätin in Ottakring und hatte innerparteilich ab 1950 die Funktion der Bezirksparteivorsitzenden-Stellvertreterin inne. Sie war Mitglied des Bundesparteivorstandes und Mitglied des Frauenzentralkomitees und hatte vom 13. Juli 1956 bis zum 22. Juni 1959 die Funktion einer Bundesrätin inne. Danach war sie von 1959 bis 1962 Abgeordnete zum Wiener Landtag und Gemeinderat. Danach wirkte sie vom 14. Dezember 1962 bis zum 30. März 1966 als Abgeordnete zum Nationalrat und war vom 22. April 1966 bis zum 23. November 1973 erneut Mitglied des Bundesrates, wobei sie vom 1. Jänner 1973 bis zum 30. Juni 1973 die Funktion der Stellvertretenden Vorsitzenden des Bundesrates innehatte. Zwischen 1970 und 2005 war Hanzlik Ehrenvorsitzende der SPÖ Ottakring.
Ihr Grab befindet sich am Hernalser Friedhof.

## Wirken
In einer ausführlichen Rede, der sie das Zitat "Der Mensch ist das Mass aller Dinge" voranstellte, plädierte sie für eine klare Produktdeklaration an industriell erzeugten Lebensmitteln, konkret Tiefkühlobst und Fleischgerichtkonserven, etwa gemäß einer Forderung des Vereins für Konsumenteninformation ein Haltbarkeitsdatum in Klartext und Inhaltsqualität samt Gehalt von Fleisch und Fett in Konserven.

## Auszeichnungen
- 1969: Großes Ehrenzeichen für Verdienste um die Republik Österreich[2]
- 1974: Großes Goldenes Ehrenzeichen für Verdienste um die Republik Österreich[3]
- Ehrenzeichen für Verdienste um die Befreiung von der nationalsozialistischen Herrschaft
- 1974: Goldenes Ehrenzeichen für Verdienste um das Land Wien

- 2021: Benennung einer städtischen Wohnhausanlage als Hella-Hanzlik-Hof (Wien-Ottakring)